# Turbi
Turbi é uma startup brasileira do segmento de mobilidade urbana. Sendo o maior carsharing da América Latina, oferece o serviço de aluguel de carros por hora e por diárias, direto pelo aplicativo de forma 100% digital. 
Fundada em 03 de janeiro de 2017, por Diego Lira e Daniel Prado, a empresa sediada em São Paulo iniciou sua operação com 3 modelos de carros na cidade de São Paulo. O primeiro Turbi alugado foi um Nissan Kicks preto em 31 de agosto de 2017, data de lançamento do serviço.
Atualmente, a empresa conta com mais de 2.000 carros de 12 modelos diferentes, dentro das categorias hatch, sedan, SUV e esportivo. Além disso, hoje em dia a empresa está presente nas cidades de São Paulo, Guarulhos, Barueri, Santo André, São Bernardo, São Caetano, Osasco e Taboão da Serra.
Recebe aporte financeiro das empresas Devas Invest e Domo Invest. 

## Funcionamento
O aluguel dos carros é feito de forma 100% digital por meio do aplicativo. Após baixá-lo no Google Play ou App Store, o usuário deve realizar seu cadastro, que passa por uma análise dos dados para aprovação. 
Após aprovado, o usuário pode alugar o veículo de duas formas diferentes, tendo a opção de pegar na hora ou agendamento. Para pegar o veículo na hora, é preciso encontrar o ponto de retirada mais próximo, escolher o carro e alugá-lo. Após a confirmação, o usuário tem 30 minutos para chegar até o local e retirar o veículo.
Já ao optar pelo agendamento, o usuário deve selecionar o dia e horário do aluguel, escolher um raio de distância e a categoria de veículo que deseja alugar. Algumas horas antes da viagem, o usuário receberá um e-mail com as informações do local e carro disponível.
Para abrir o carro, o usuário deve realizar o reconhecimento facial e apertar um botão no aplicativo, que irá destravar a porta do veículo. As chaves estão no porta-malas e, para retirar o carro do local, não é necessário falar com ninguém.
A Turbi também disponibiliza um cartão combustível no porta-luvas, que deve ser utilizado ao abastecer. O valor do combustível é pago pela própria empresa.
Atualmente, a Turbi também oferece o serviço de aluguel de carros mensal, que permite ao usuário ficar com o carro por um período maior de tempo, sem a necessidade de uma assinatura anual.

## Tecnologia
A Turbi utiliza múltiplas tecnologias de comunicação embarcada e linguagens de programação de alto e baixo nível, para o processamento de milhares de dados em nuvem em tempo real.
O desenvolvimento do produto é composto por processos de modelagem e impressão 3D e desenvolvimento de placas de circuito impresso. Por meio do desenvolvimento do time de IoT e as tecnologias atualmente empregadas, é possível facilitar e conduzir o processo de reserva de viagem dos clientes totalmente integrados com os smartphones e o aplicativo da Turbi.
A arquitetura de micro serviços e servidores em nuvem possibilita obter dados, em tempo real, das ações no carro, ou enviar comandos remotamente. Eventos são disparados para uma central do IoT e distribuídos entre domínios de aplicações de serviços cada vez que a porta abre, o motor é ligado ou há alguma alteração nas informações de telemetria, como localização, consumo de combustível, velocidade, RPM e bateria. 
O usuário pode controlar as ações no carro, com o aplicativo Turbi, através da conexão Bluetooth, ou por comandos que são enviados pelos servidores e recebidos por conectividade GPRS. Sendo assim, o carro fica sempre disponível para controle remoto mesmo que em área de pouca cobertura da rede de telecomunicações, como em estacionamento em subsolo.
Os micro serviços adotam a linguagem Golang, uma referência para processamento de dados e performance, para que os carros continuem enviando e recebendo alto fluxo de dados, garantindo desempenho e consistência de milhões de eventos por dia, para cada carro, que permitem monitorar a frota e diagnosticar riscos e falhas.

Os dados são distribuídos e persistidos em diferentes tipos de bancos de dados, dependendo de sua posterior necessidade de acesso, tornando os serviços escalonáveis e gerenciáveis por meio das plataformas integradas e sistemas de gerenciamento de conteúdo.